# سرزگیلی
سرزگیلی یا سراژدهایی (نام علمی: Phrictus quinqueparitus) نام یک گونه از خانواده مگس‌های فانوس است. متوسط طول این گونه ۵/۵ سانتی‌متر است. بال سرزگیلی رنگارنگ و دارای طرح‌های گوناگون است. این گونه در کاستاریکا، پاناما، کلمبیا و بخشی از برزیل پراکنده است.